# Chrisje Comvalius
Chrisje Comvalius, née le 25 janvier 1948 à Aruba,, et morte le 22 août 2023, est une actrice néerlandaise.

## Filmographie

### Cinéma et téléfilms
- 2000 : Ben zo terug (nl) : tante Kiki
- 2002 : Rozengeur & Wodka Lime (nl) : la baby-sitter
- 2003 : Weltevreden op 10: Percy's Place! : Joyce Weltevreden
- 2004 : Het zuiden (nl) : Farida
- 2004 : Feestje (nl) : l'agent de sécurité
- 2004 : In Oranje (nl) : la grand-mère Winston
- 2004-2008 : Goede tijden, slechte tijden : Dorothea Grantsaan
- 2005 : Off Screen (nl) : Heleen Wagemakers
- 2005 : Allerzielen (nl) : la portier n° 2
- 2006 : Het monsterlijk toilet : Mme Richmond
- 2008 : Skin : la cliente dans le salon de coiffure
- 2010 : Sterke verhalen (nl) : le mère de Winston
- 2010-2012 : Vrijland (nl) : Gwen
- 2011 : Mijn opa de bankrover (nl) : la femme à la banque
- 2011 : Waar is Shirley? : la grand-mère
- 2012 : Achtste-groepers huilen niet (nl) : Afida
- 2012 : Het was een verschrikkelijke man : Gerda Koedooder
- 2013 : Nooit te oud (nl) : femme surinamaise n° 1
- 2016 : Eng : la sœur de jour
- 2017 : Vechtershart (nl) : Dante Valentijn
- 2018 : Les Mystères d'Hunter Street (Hunter Street) : la bibliothécaire
- 2018 : GIPS : la grand-mère